# Salvador Castaneda Castro
Salvador Castaneda Castro (Chalchuapa, 6 agosto 1888 – San Salvador, 5 marzo 1965) è stato un generale e politico salvadoregno, Presidente di El Salvador dal 1º marzo 1945 al 14 dicembre 1948, precedentemente era stato ministro dell'interno sotto il presidente Maximiliano Hernández Martínez, venne eletto senza opposizione durante la legge marziale nel marzo 1945, e venne deposto in un colpo di stato operato da altri ufficiali dell'Esercito salvadoregno nel dicembre 1948.

## Biografia
Nei primi mesi del 1945, Osmín Aguirre y Salinas trasferì il potere a Castanedo Castro. Nel gennaio 1945, Castaneda Castro venne eletto presidente, con il sostegno delle élite che avevano sostenuto il generale Maximiliano Hernández Martínez. Castaneda Castro partecipò alle elezioni con il sostegno del Partito Agrario o in lingua spagnola Partido Agraria. Nelle elezioni non dovette affrontare nessuna opposizione, e il paese rimase sotto la legge marziale durante l'intero processo. Castaneda Castro aveva partecipato in precedenza come ministro dell'interno nel governo di Maximiliano Hernández Martínez,, governo che aveva nelle sue file molti ministri che avrebbero fatto parte successivamente anche del governo di Castaneda Castro.
Il governo di Castaneda Castro passò delle leggi che diminuirono le restrizioni imposte alle unioni sindacali nel gennaio 1946. Ciò nonostante, il governo non liberalizzò le sue risposte alle proteste; nell'ottobre 1946, lavoratori da un sindacato di fornai e di una fabbrica tessile guidarono una protesta generale nella speranza di estromettere Castaneda Castro dalla presidenza. La protesta venne repressa dal governo, e duecento lavoratori vennero arrestati. Nel settembre 1946, in risposta ad un'ulteriore protesta, Castaneda Castro mise fuorilegge tutte le organizzazioni sindacali e costrinse all'esilio i suoi capi. La situazione del paese durante il governo di Castaneda Castro è stata descritta dallo storico Paul Almeida come uno "stato di assedio". R.V. Elam affermò che i governi di Aguirre e Castaneda Castro "ristabilirono il controllo delle élite, restringendo le attività politiche". James Dunkerley ha affermato che durante il governo di Castaneda Castro, il paese ebbe a sperimentare una ricrescita economica con l'aumento del prezzo del caffè, nonostante un ritorno alla democrazia fosse improbabile per via del sentimento anti-comunista in conseguenza della Guerra fredda.
Nel 1945 Castaneda Castro incontrò il presidente del Guatemala Juan José Arévalo per discutere la possibilità di istituire un'unione centro-americana. Nel 1946, i due presidenti firmarono l'accordo di Santa Ana, è un anno dopo firmarono l'accordo dell'unione confederata degli stati centro-americani. Ciò nonostante, questo progetto non venne mai seriamente portato a termine completamente. Castaneda Castro venne deposto in un colpo di Stato nel dicembre 1948. Il golpe venne portato a termine da diversi giovani ufficiali dell'Esercito salvadoregno.